# Czas na Briana
Czas na Briana (ang. What About Brian) – amerykański serial telewizyjny. W Polsce emitowany na kanale Fox Life.

## Obsada
- Barry Watson jako Brian O'Hara
- Raoul Bova jako Angelo
- Rosanna Arquette jako Nicole 'Nic'
- Matthew Davis jako Adam
- Rick Gomez jako Dave
- Amanda Detmer jako Deena Greco
- Sarah Lancaster jako Marjorie

## Spis odcinków
| N/o            | Polski tytuł                     | Angielski tytuł                       |
| -------------- | -------------------------------- | ------------------------------------- |
| SERIA PIERWSZA |                                  |                                       |
| 1              | Ostatni kawaler                  | Pilot                                 |
| 2              | Dwie na dobę                     | Two In Twenty-Four                    |
| 3              | Co za dzień                      | Moving Day                            |
| 4              | Zniknięcie Briana                | The Importance Of Being Brian         |
| 5              | Seks, kłamstwa i kasety video    | Sex Lies And Wideotape                |
| SERIA DRUGA    |                                  |                                       |
| 6              | Druga szansa                     | What About Second Chances...          |
| 7              | Co ze ślubem                     | What About The Wedding...             |
| 8              | Nie do wiary                     | What About Denial...                  |
| 9              | Zakład                           | What About The Fish...                |
| 10             | Prochy Angela                    | What About Angelo's Ashes...          |
| 11             | Ryzykowne związki                | What About What Was Supposed To Be... |
| 12             | Pierwsze kroki                   | What About First Steps...             |
| 13             | Sekrety                          | What About Secrets...                 |
| 14             | Prawdziwe wyznania               | What About True Confessions...        |
| 15             | Splątane sieci                   | What About The Tangeled Web...        |
| 16             | A'propos "byłych"                | What About The Exes...                |
| 17             | Powrót ex                        | What About Marjorie...                |
| 18             | Domek nad jeziorem               | What About The Lake House...          |
| 19             | W poszukiwaniu swojego miejsca   | What About Finding Your Place...      |
| 20             | Pokusy                           | What About Temptations...             |
| 21             | Dziwne pary                      | What About Strange Bedfellows...      |
| 22             | Nie wszystko złoto co się świeci | What About All That Glitters...       |
| 23             | Sekretni kochankowie             | What About Secret Lovers...           |
| 24             | Odnowienie przysięgi             | What About Calling Your Friends...    |